# Округ Вранов на Топлој
Округ Вранов на Топлој (слч. Okres Vranov nad Topľou) округ је у Прешовском крају, у Словачкој Републици. Административно средиште округа је град Вранов на Топлој.

## Географија
Налази се у југоисточном дијелу Прешовског краја.
Граничи:
- на сјеверу је Округ Свидњик и Округ Стропков,
- источно Округ Хумење,
- западно Округ Прешов,
- јужно Кошички крај.

Клима је умјерено континентална.

## Становништво
| Година:    | 1994.  | 2004.   | 2014.   | 2024.   |
| ---------- | ------ | ------- | ------- | ------- |
| Број људи: | 73 492 | 77 591  | 80 508  | 79 395  |
| Разлика:   |        | +5,57 % | +3,75 % | -1,38 % |

| Година:    | 2023.  | 2024.   |
| ---------- | ------ | ------- |
| Број људи: | 79 295 | 79 395  |
| Разлика:   |        | +0,12 % |

Према подацима о броју становника из 2011. године округ је имао 79.891 становника. Словаци чине 84,25% становништва.
| Етнички састав (2011)‍ | Етнички састав (2011)‍ | Етнички састав (2011)‍ | Етнички састав (2011)‍ | Етнички састав (2011)‍ |
| --------------------- | --------------------- | --------------------- | --------------------- | --------------------- |
|                       |                       |                       |                       |                       |
| Словаци               | Словаци               |                       | 0                     | 84,25%                |
| Роми                  | Роми                  |                       | 0                     | 9,04%                 |
| остали, непознато     | остали, непознато     |                       | 0                     | 6,71%                 |

## Насеља
У округу се налази два града и 66 насељених мјеста. Градови су Вранов на Топлој и Ханушовце на Топлој.